# 9614 Cuvier
9614 Cuvier è un asteroide della fascia principale. Scoperto nel 1993, presenta un'orbita caratterizzata da un semiasse maggiore pari a 2,2891372 UA e da un'eccentricità di 0,0997526, inclinata di 2,12653° rispetto all'eclittica. Prende il nome dal naturalista francese Georges Cuvier, considerato il padre della paleontologia.